# Brookfield Township (Trumbull County, Ohio)
Brookfield Township ist eines der vierundzwanzig Townships des Trumbull Countys, Ohio, Vereinigte Staaten. Die 2000er Volkszählung fand 10.020 Menschen im Township, von denen 9921 in den gemeindefreien Teilen des Townships lebten.

## Teilgebiete Brookfields

### Masury
Masury ist ein Teilgebiet des Townships, das vom United States Census Bureau als Census-designated place statistisch als eigene Einheit erhoben wird. Dies hat aber keine Auswirkung auf die Verwaltung, die durch das Township erfolgt. Das statistisch erfasste Gebiet von Masury reicht über die Township-Grenze des Brookfield Townships hinaus und umfasst auch einen kleinen Abschnitt im benachbarten Hubbard Township.

### Brookfield Center
Brookfield Center liegt an der Kreuzung zwischen der Ohio State Route 7 mit der Warren-Sharon Road. Das Spezielle an diesem Gebiet ist das Township Green, das wie das Village Green der Stadtgründungen in den Neuengland-Staaten ein kommunales Zentrum mit parkähnlichen Einrichtungen wie Pavillons und Sportmöglichkeiten bietet.

### Valley View
Valley View ist ein Viertel, das nach dem Valley-View-Gebäude an der Warren-Sharon Road benannt ist. Valley View ist heute ein Einkaufszentrum mit Antiquitäten und Flohmarktaktivitäten. Das Viertel grenzt an das Gewerbegebiet des Townships.

### Brookwood Estates
Brookwood Estates ist ein neueres Wohngebiet in der Nähe der Ohio State Route 82 und der Bedford Road. Das Gebiet umfasst Bürogebäude, Einfamilienhäuser, Eigentumswohnungen und Mietappartements.

### Stevenson Heights
Stevenson Heights ist ein Wohnbezirk an der Bedford Road nahe dem U.S. Highway 62. Er besteht aus Einzelhäusern und drei Wohnblocks.

### West Hill
Das Gebiet von West Hill befindet sich im Osten des Townships, wird aber West Hill genannt, weil es an der Westgrenze der Stadt Sharon in Pennsylvania liegt. Die Nachbarn in Sharon nannten das Gebiet West Hill und dieser Name wurde auch im Brookfield Township übernommen. West Hill ist ein großes Wohngebiet, das aus einzelnen Häusern für Familien besteht. Es gehört zu den dicht besiedelten Gebieten im Township und wurde hauptsächlich in der ersten Hälfte des 20. Jahrhunderts  gegründet.

### Südost-Masury
Südost-Masury grenzt im Süden an Masury und bildet die Grenze zum benachbarten Hubbard Township. Es ist dem Industriegebiet von Brookfield benachbart und besteht aus Einzelhäusern, die in den 1940er- und 1950er-Jahren hier entstanden sind.

### Outlying Areas
Diese Randgebiete (outlying areas) liegen außerhalb des dicht besiedelten Teils des Townships entlang der Grenzen zu den benachbarten Townships im Westen und Norden von Brookfield. Sie umfassen größere Grundstücke von Farmen und Fabriken sowie größere Familienanwesen. Dieser eher ländliche Anteil umfasst insgesamt das größte Gebiet des Townships.